# Скала Фату
Скала Фату (англ. Fatu Rock) — остров в Американском Самоа. Он расположен в западной части страны, в 4 км от столицы Паго-Паго.
В 2011 году на автомобильных номерных знаках Американского Самоа появилось изображение скалы Фату.
Существует легенда про появление острова, которая гласит, что была пара, их звали Фату и Фути. Пара уплыла на каноэ от острова Саваи в поисках острова Тутуила. Но их каноэ затонуло вместе с ними, и они превратились в два островка: Фути и скала Фату.

## Климат
В районе, где находится остров, преобладает тропический климат. Среднегодовая температура острова — 22°C. Самый жаркий месяц — февраль, средняя температура — 24°C, а самый холодный месяц — июль, средняя температура — 22°C. Среднегодовое количество осадков — 2967 миллиметров. Самый дождливый месяц — январь, среднее количество осадков — 413 миллиметров, а самый сухой месяц — сентябрь, среднее количество осадков — 115 миллиметров.

## География
Площадь острова — 920 м² (49 на 24 метра). Остров имеет очень крутые, почти вертикальные склоны, достигающие высоты 32-х метров. Вершина острова покрыта густым лесом.